# Naomi Whitehead
Naomi Whitehead, nata Washington (Georgia, 26 settembre 1910), è una supercentenaria statunitense di 114 anni e 261 giorni; è la persona più anziana vivente negli Stati Uniti dalla morte di Elizabeth Francis il 22 ottobre 2024. Si tratta inoltre della terza persona più longeva vivente al mondo.

## Biografia
Naomi Whitehead nacque con il nome di Naomi Washington il 26 settembre 1910 in una fattoria in Georgia. Da giovane aiutava la sua famiglia a raccogliere cotone e tabacco nella fattoria. Visse a Patterson, in Georgia, durante la sua gioventù con i suoi fratelli maggiori Douglas, Clarence, Ellen e Viola. Nel 1930, all'età di 20 anni, sposò Sylvester Whitehead. La coppia ebbe tre figli: Parrish L. (1933–2011), Elbert (1934–2006) e Sylvester Jr. Negli anni '80, Whitehead rimase vedova con la morte del marito. Nel 2011, Parrish L., l'ultimo figlio sopravvissuto di Whitehead, morì all'età di 78 anni. A quel tempo viveva a Sharon, in Pennsylvania.
Nel settembre 2020, in occasione del suo 110° compleanno, Whitehead è diventata supercentenaria. Il 22 agosto 2022 è diventata la persona più anziana dello Stato americano della Pennsylvania. La sua età è stata verificata dal Gerontology Research Group il 17 marzo 2023. All'età di 113 anni, camminare divenne sempre più difficile per Whitehead, così iniziò a usare una sedia a rotelle per spostarsi. Nel luglio 2024, ha ricevuto la visita dello YouTuber Jack Gordon. Il 22 ottobre 2024, con la morte di Elizabeth Francis, è diventata la persona più anziana vivente degli Stati Uniti e del Nord America.
Attualmente Whitehead vive in una casa di cura a Greenville, in Pennsylvania. È considerata la persona più anziana vivente negli Stati Uniti e nel Nord America e la terza persona più anziana vivente al mondo.

## Longevità
Whitehead attribuisce la sua età avanzata alla genetica (suo padre visse fino a 90 anni) e inoltre non ha mai fumato né bevuto alcolici. Afferma anche che Dio l'abbia aiutata a raggiungere la vecchiaia. Le attività ricreative di Whitehead includono cucinare, preparare dolci, disegnare e ascoltare musica. Ha inoltre detto ai giornalisti: "Vivrò finché il Signore me lo permetterà".